# Ourapteryx contronivea
Ourapteryx contronivea là một loài bướm đêm trong họ Geometridae.